# Pace di Callia
La pace di Callia è un controverso armistizio del V secolo a.C. (vedi datazione), stipulato tra l'ambasciatore ateniese Callia e gli inviati di Artaserse I, in base al quale Atene si impegnava a non intromettersi negli affari interni dell'Impero Persiano, a non attaccare le zone sotto il suo diretto controllo (in particolar modo l'Egitto e l'Asia Minore), e a rispettare le città greche dell'Asia Minore. In cambio il Gran Re riconosceva l'autonomia delle città ioniche lungo la costa anatolica, e garantiva che la sua flotta non sarebbe più stata inviata nel Mar Egeo, né il suo esercito avrebbe più marciato lungo la costa in questione.
L'effettiva storicità di questa pace è considerata controversa da molti storici moderni (già nell'antichità si discuteva sull'argomento) sulla base di numerose considerazioni:
- Tucidide, nostra principale fonte su questo periodo, non ne parla.
- Gli autori che ne fanno menzione, tra i quali Diodoro Siculo, tendono a non essere del tutto chiari nell'esposizione di questi fatti e nella cronologia proposta.
- Lo stato di rivalità tra persiani e ateniesi permase, tanto che il gran Re tentò molte volte (fino a riuscirci definitivamente dopo il crollo dell'impero di Atene) di riprendere il controllo su queste aree.

A difesa della veridicità di quanto affermato dagli antichi che credevano alla pace bisogna dire che:
- Il fatto che Tucidide non ne parli non è certo una garanzia, visto che i suoi capitoli sulla Pentecontaetia sono, per sua stessa ammissione, una sintesi selettiva degli eventi, volta a dimostrare la sua tesi sull'inevitabilità della guerra del Peloponneso. Parlarne avrebbe voluto dire mettere in evidenza un discrimine tanto forte, da far traballare la cronologia da lui proposta (che vedeva la Pentecontaetia stessa come un periodo uniforme di cinquant'anni, tra le guerre del 480-79 a.C. e il 431 a.C., data d'inizio della guerra del Peloponneso, appunto). Inoltre questa pace privava di significato l'antipersiana Lega Delio-Attica, che invece non venne sciolta per mantenere la potenza ateniese.
- Le rivalità endemiche tra Atene e la Persia continuarono in effetti per lungo tempo, ma senza più manifestarsi sotto forma di guerra aperta; il Gran Re agì piuttosto tramite i suoi satrapi e senza mai mandare direttamente contingenti nell'area dell'Egeo.

## Datazione
La datazione di questo evento è controversa: non si sa con precisione se sia avvenuto nel 470 a.C., nel 465 a.C. o nel 449 a.C., proprio a causa delle diverse versioni degli storici.
Se fosse avvenuta nel 470-465 a.C., bisognerebbe considerare che ad Atene conveniva stipulare questo accordo con Artaserse perché, se teniamo per buona la data più probabile (il 465 a.C.), in quello stesso anno Atene era impegnata nella ribellione di Taso, che faceva parte della lega delio-attica. Tuttavia molte guerre, come la successiva guerra in Egitto, avrebbero violato questo trattato. 
Parte del problema è dovuta alla cronologia interna di Diodoro Siculo per cui bisognerebbe avere la battaglia dell'Eurimedonte dopo il 464.
Se si tengono in considerazione i tre anni nominati da Tucidide a partire dalla spedizione di Taso e i due di Nasso a partire dal 466 a.C. insieme alla partenza per l'Egitto nel 463/2 a.C. la battaglia dell'Eurimedonte può essere avvenuta nel 464/3, in concomitanza con le regate raccontate da Callistene secondo Plutarco (F16) e che avrebbero violato il trattato se fossero avvenute prima della sua stipula.
Le modifiche alle mura delle città ioniche supportano la consapevolezza ateniese della fine della guerra dopo il 449. Alcuni sostengono l'impossibilità di una pace prima del 462/461 a.C. per l'incompatibilità con la lega ellenica di cui Atene faceva ancora parte prima della terza guerra messenica.
Per datare questo evento, il Badian prendeva in causa i paragrafi 13 e 14 dei FGrHist 104 (il cosiddetto Aristodemo), un testo che si basa su fonti di IV secolo a.C. come Eforo e Teopompo: la cronologia interna di questa fonte prevede la morte di Serse I, seguita dalla morte di Temistocle appena prima dello scontro con l'esercito greco guidato da Cimone presso il fiume Eurimedonte. Dopo la battaglia dell'Eurimedonte in FGrHist 104 c'è una tappa a Cipro prima della spedizione in Egitto e dopo questa impresa una seconda spedizione a Cipro, con la morte di Cimone e, dopo questi eventi, la stipula della pace da parte del cognato di questi, Callia.

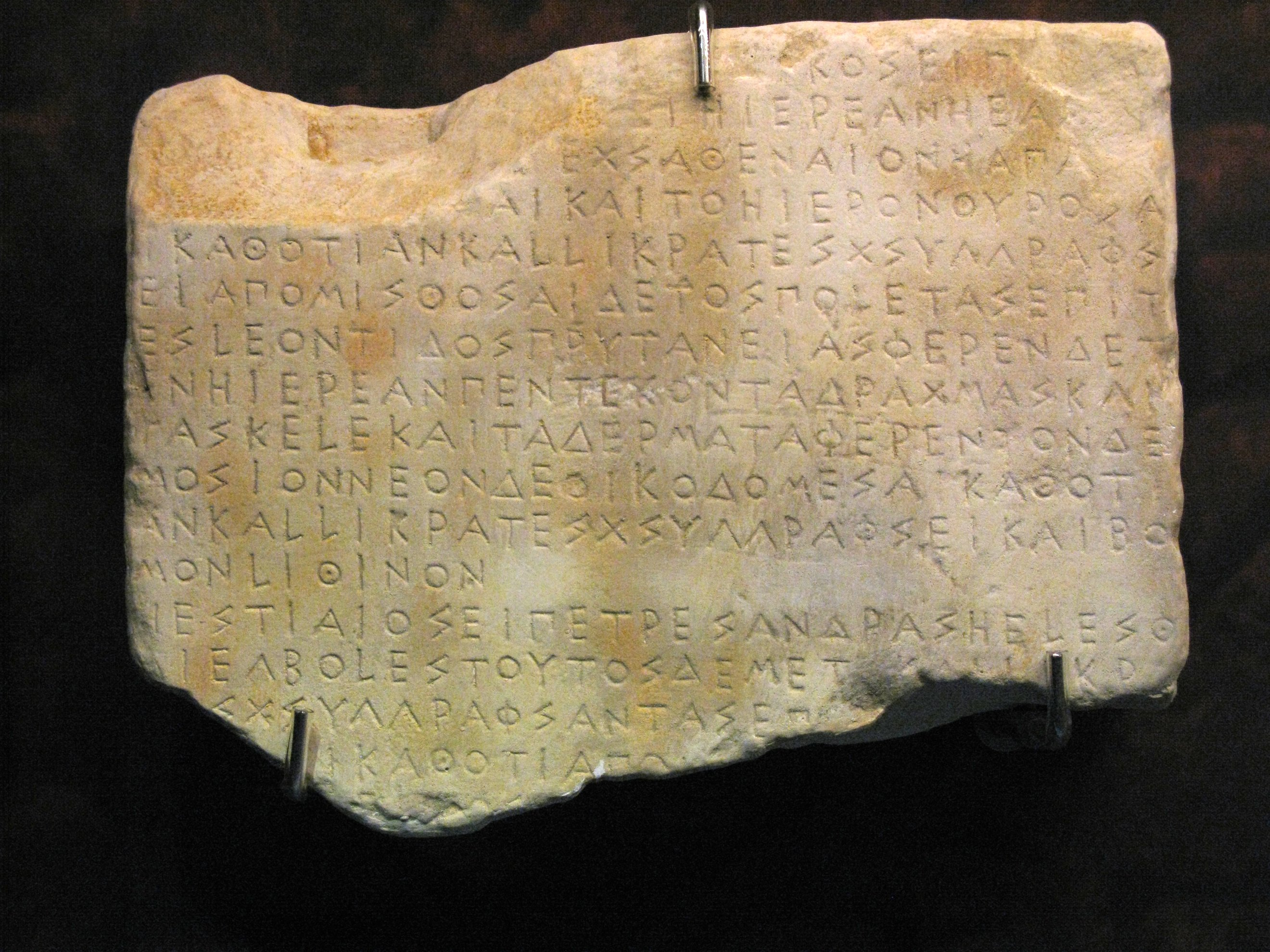
IG I3 35 Decreto per il tempio di Atena Nike

Questa sequenza di eventi è la stessa che si trova in Platone e Licurgo nonché in Diodoro Siculo. Un'ulteriore prova a conferma della datazione del 449 è la mancanza di tributi per il 448. L'ultimo punto da considerare per questa datazione è la mancanza di ostilità greco-persiane tra il 449 e il 412 a.C. insieme all'istituzione del culto di Atena Nike nel 449, attestato da ML 44.
Se invece teniamo per buona la data del 449 a.C., cioè dopo la battaglia dell'Eurimedonte, si può presumere che la grandiosa vittoria ottenuta da Cimone avrebbe spianato la strada per un armistizio, che in effetti sarebbe stato favorevole per entrambi, visto il perdurare dello stato di guerra fin dal 480 a.C. Da questa data in poi, in effetti, non si registrarono più per lungo tempo scontri diretti tra le due potenze.

## Termini
I confini stabiliti dalla pace possono essere stati in uso prima della firma del trattato. Plutarco  ricorda che Cimone stabilì i confini con i Persiani. Dopo la spedizione in Egitto e la seconda a Cipro che vide la morte di Cimone, si rinunciò all'isola precedentemente rientrata nell'ambito greco.
Secondo Plutarco Stesimbroto di Taso avrebbe ricordato come Pericle, navigando verso la Caria si fosse fermato, probabilmente per non infrangere i termini del trattato, diversamente da quanto era stato possibile prima della spedizione in Egitto.
Il trattato confermava quindi in parte i confini stabiliti da Cimone:
- i Persiani non potevano navigare oltre Kuaneon e Faselis
- i Persiani non potevano percorrere la strada verso l'interno che si potesse percorrere in tre giorni.

La punizione inferta a Callia secondo Demostene (19.273) sarebbe stata legata proprio all'aver rinunciato a Cipro.

## Critica
Si è a lungo ritenuto che Teopompo di Chio argomentasse nei Frammenti 153 e 154 contro l'esistenza di questa pace. Krentz ha recentemente proposto che il riferimento di questi frammenti sia invece l'accordo degli Ateniesi con i Persiani del 507/6 ricordato in Erodoto 5.73.
Ad una versione scritta del trattato potrebbe riferirsi un frammento di Cratero (F13).
La discussione antica sulla pace di Callia si ravviva nel IV secolo a cominciare dal De Pace di Andocide. Sia quest'opera sia la pace di Epilico di cui tratta sono tuttavia oggetto di discussione. La retorica amava molto il tema della pace imposta da Atene ai Persiani in opposizione alla pace del Re subita dagli Spartani. Anche la statua innalzata a Callia sarebbe parte di questo clima culturale secondo Musti nel suo commento al passo di Pausania il periegeta (1.8.2).